# الیزا (کشتی ۱۸۰۶)
الیزا (کشتی ۱۸۰۶) (به انگلیسی: Eliza (1806 ship)) یک کشتی است. این کشتی در سال ۱۸۰۶ ساخته شد.